# Flamenco at 5:15
Flamenco at 5:15 é um filme-documentário em curta-metragem canadense de 1983 dirigido e escrito por Cynthia Scott. Venceu o Oscar de melhor documentário de curta-metragem na edição de 1984.